# Гаєвський Григорій Парфенович
Григорій Парфенович Гаєвський (1872, Тульчин — 28 травня 1933, Київ) — український режисер і театральний художник.

## Біографія
Народився в 1872 році в Тульчині. Його дід — відомий письменник і діяч Василь Грацулевич, друг П. Куліша.
Працював у різних театрах Києва. Викладав сценічне мистецтво у Музично-драматичній школі Миколи Лисенка. Був професором Київського музично-драматичного інституту. З 1899 року режисер, з 1918 року викладав режисуру (є 50 альбомів з фото його постановок).
Помер у Києві 28 травня 1933 року. Похований в Києві на Лук'янівському цвинтарі (ділянка № 9). Могила за заповітом без напису.

## Постановки
- Оборона Буші
- Повстання Мари